# Enkomi (site)
Enkomi (ook wel Mallia genoemd) is een archeologische vindplaats uit de bronstijd (2e millennium v.Chr.) aan de oostkust van het eiland Cyprus, op enige afstand van het gelijknamige dorp. De site ligt op het grondgebied van de niet-erkende republiek Noord-Cyprus, op korte afstand van de demarcatielijn met de republiek Cyprus. Er werden inscripties in het Cypro-Minoïsch schrift gevonden, waaronder het langste bekende kleitablet. Er is gesuggereerd dat de stad het Alashia van de Amarnabrieven en teksten uit verschillende gebieden van het oude Nabije Oosten was. De site staat bekend om de honderden rijke graven en de uitzonderlijke metallurgische vondsten, zoals de ingot-god en de gehoornde god.

## Geschiedenis
Enkomi werd in de midden-bronstijd gesticht, vlak bij een nu dichtgeslibde inham van de zee. Vanaf ongeveer de 16e tot de 12e eeuw v.Chr. was het een belangrijk handelscentrum voor koper, dat op deze locatie werd gesmolten, met sterke culturele banden met Ugarit aan de Syrische kust. 
De gecompliceerde en ernstig verstoorde stratigrafie van de site kent vier hoofdfasen, met veel onderverdelingen:
- Niveau A, midden-brons, is een slecht vertegenwoordigde beginlaag op de vaste rots. Op basis van de vondsten van aardewerk en scarabeeën concludeerden de opgravers dat de laag ergens tussen 1900 en 1700 v.Chr. ontstond. De site heeft daarna een periode van verlatenheid gekend, waardoor er een steriele laag in het archeologische archief is achtergebleven.
- Niveau IA en B  vertegenwoordigd het begin van de late bronstijd. Opgravers hebben vastgesteld dat de nederzetting rond 1550 v.Chr. tot rond 1500 v.Chr. geleidelijk ontstond, en rond 1400 v.Chr. door een aardbeving werd verwoest.
- Niveau II A en B, met veel onderverdelingen, omvat de uitbreiding van de 14e en 13e eeuw v.Chr. en eindigde met een massale vernietiging rond 1220.
- Niveau III A, B en C hield verband met Myceense kolonisten. Er was een vernietigende aanval in IIIA, mogelijk gerelateerd aan de Zeevolkeren, een culturele continuIteit met IIIB, welke eindigde in een vernietiging rond 1125, en IIIC, een laatste, Myceense fase met een afnemende bevolking.

## Onderzoek
Na meer dan een decennium van wijdverbreide plunderingen, aangetrokken door de hoge kwaliteit van de grafgiften, trok Alessandro Palma di Cesnola de aandacht van archeologen naar de site nadat hij er heel kort had gegraven. De meeste vroege opgravingen concentreerden zich op het grafgebied. Men dacht dat de resten van de nederzetting uit de Byzantijnse periode stamden, en een groot deel werd vernietigd omdat men ervan uitging dat ze onbelangrijk waren. Alexander Stuart Murray werkte er van 1895 tot 1898 voor het British Museum. In totaal werden 100 graven opgegraven. Volgens de toen geldende wetgeving ging twee derde van de vondsten naar het British Museum en de rest naar het Cyprus Museum in Nicosia. De publicatie van de opgravingsresultaten was vrij summier en besloeg voornamelijk items met een hoge status. In 2003 werd het originele opgravingsveldnotitieboek gepubliceerd, waarin de meeste individuele grafopgravingen werden beschreven. 
Mislukte proefopgravingen, ook in het grafgebied, werden in 1913 door het Cyprus Museum en in 1927 door R. Gunnis uitgevoerd. Laatstgenoemde ontdekte wel een schat aan bronzen beelden. 
In 1930 groef een Zweeds Cyprus-expeditieteam onder leiding van Einar Gjerstad twee maanden lang in het grafgebied en legde 22 "productieve" graven bloot. Er werden menselijke resten gevonden, zittend en liggend, met gewaden bevestigd met gouden spelden. Grafgiften waren van goud, zilver, faience en ivoor. Sommigen hadden een diadeem op hun voorhoofd, versierd met geometrische ornamenten, bloemmotieven of figuren, en een mondkapje uit goudblik. Aardewerken en bronzen vaten bevatten voedsel- en drankoffers. Er is geopperd dat één aardewerkscherf in Kanaän was vervaardigd, specifiek in Asjdod, maar dit is niet zeker. Omdat men ervan uitging dat de graf- en woongebieden gescheiden waren, gebruikte men een kuilengraaftechniek die uiteindelijk de resten van de nederzetting vernietigde.
Nadat Claude Schaeffer in 1934 proefsleuven had aangelegd (ongeveer 200 peilingen en een gedeeltelijke opgraving van een gebouw dat hij maison des bronzes noemde), werden er tussen 1948 en 1973 opgravingen uitgevoerd door een gezamenlijke expeditie van Schaeffer namens de Franse expeditie en Porphyrios Dikaios namens het Cypriotische Ministerie van Oudheden. Uit eerder onderzoek bleek dat de locatie werd beschermd door een cyclopische muur, gebouwd van stenen platen van wel 3,5 meter lang. De muur omsloot een gebied van ongeveer 2,5 ha. Van 1848 tot 1958 werden er op Cyprus opgravingen uitgevoerd onder leiding van Porphyrios Dikaios. De Franse opgravingen, in opdracht van het Centre national de la recherche scientifique, werden voortgezet onder leiding van Schaeffer tot 1970. Daarna werd de expeditie geleid door Oliver Pelon. De opgravingen eindigden met de Turkse invasie van Cyprus en de status van de opgegraven objecten in de opslag van de missie is momenteel onbekend. 

## Vondsten

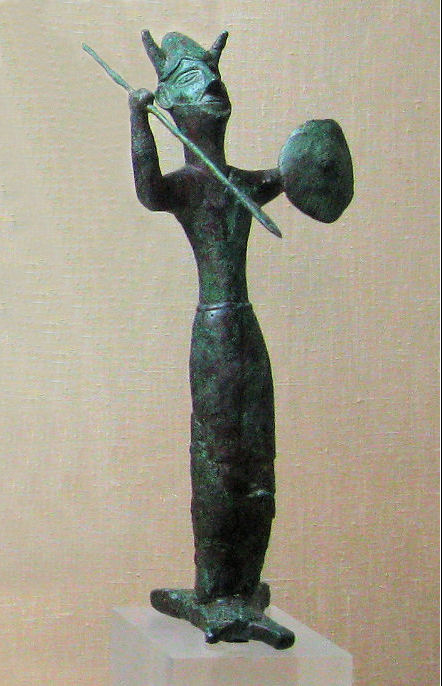
de bronzen "Ingot-god" uit Enkomi, 12e eeuw v.Chr., Cyprus Museum, Nicosia

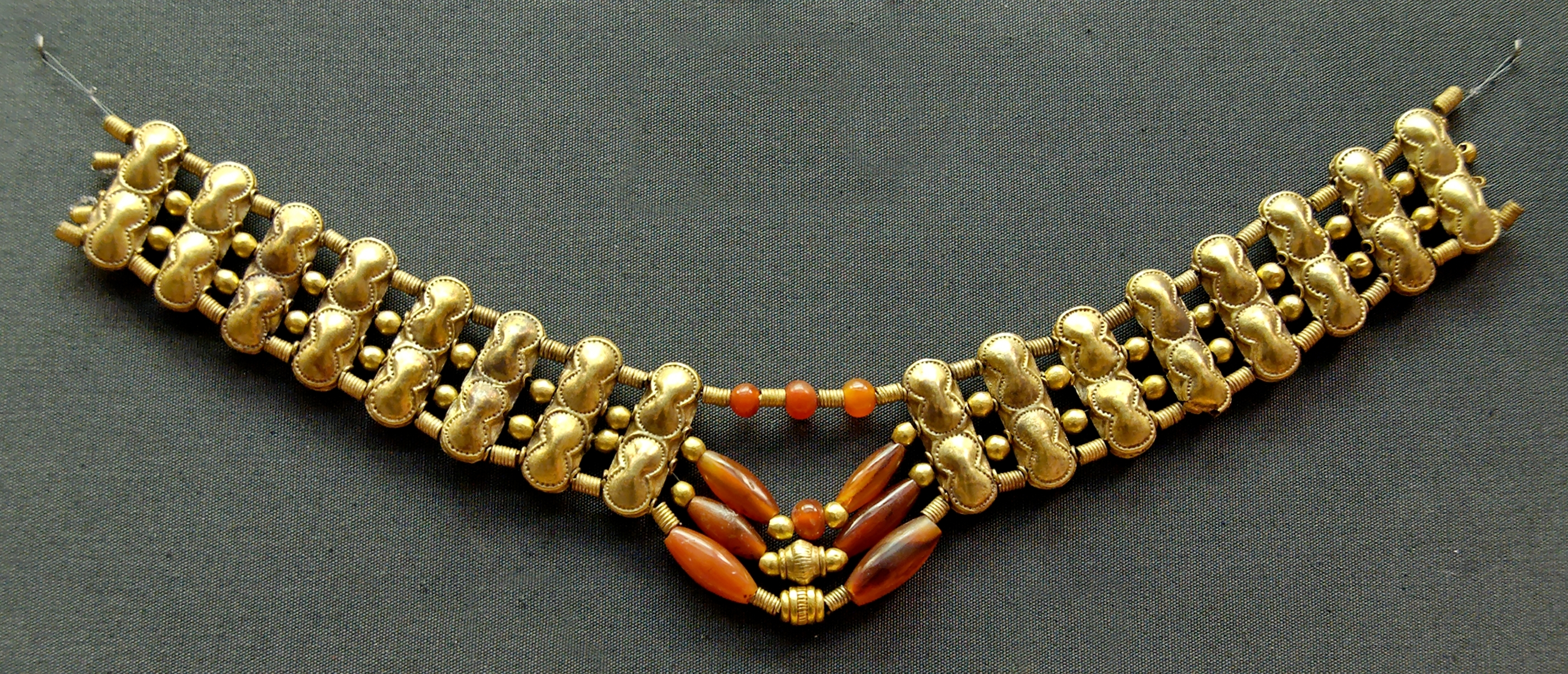
halsketting met gouden kralen en carneoolkralen, Cypriotisch kunstwerk met Myceense inspiratie, c. 1400 -1200 v.Chr., Enkomi, British Museum

In Enkomi werd een uitgebreide metaalindustrie aangetroffen. Er werden talrijke productiefaciliteiten, grondstoffen en eindproducten opgegraven, waaronder drie koperen ossenhuidingots (één in het Cyprus Museum en één in het Harvey Mudd College). De meest opmerkelijke voltooide vondsten waren de "Ingot-god", een standbeeld met een gehoornde kegelvormige hoed en scheenbeschermers, gewapend met een schild en speer, en staand op een miniatuur huidvormige ingot, en de "gehoornde god". 
De gehoornde god, met een hoogte van 0,55 m, werd gevonden in een kuil die werd gegraven in de derde fase van een zeer groot driedelig stenen gebouw, gebouwd in de Laat-Cypriotische III-periode (begin 12e eeuw v.Chr.) op eerdere gebouwen die door een aardbeving waren verwoest. Op de plek waar het beeld oorspronkelijk stond, werden grote aantallen ossenschedels, hertengeweien, dierenbotten, miniatuurhoorns van goudplaat en andere gouden ornamenten gevonden, welke wijzen  op rituele activiteiten. Ook dit niveau werd vernietigd. 
De "Enkomi-kom" is een gedecoreerde metalen beker waarvan omstreden is dat hij gebruikmaakt van niëllo-versieringen. Dit zou een van de eerste toepassingen van deze techniek zijn. Sinds de jaren 1960 is er echter nog steeds controverse over de vraag of het gebruikte materiaal daadwerkelijk niëllo is. 
Er wordt gedacht dat er ongeveer 2000 graven op de site waren. Het grootste deel van het archeologische werk in Enkomi betreft de graven die zich binnen de nederzetting bevinden. Het Britse team van 1896 groef ongeveer 100 graven op, waarvan de meeste al geplunderd waren. Bij het Zweedse onderzoek in 1930 werden 28 graven opgegraven. Bij de meest recente opgravingen heeft het Franse team 37 graven opgegraven en het Cypriotische team 30. De meeste waren kamergraven. Eén was een tholosgraf (graf 71) en vier waren gebouwde graven (graf 1, 11, 12 en 66). 

## Cypro-Minoïsch schrift

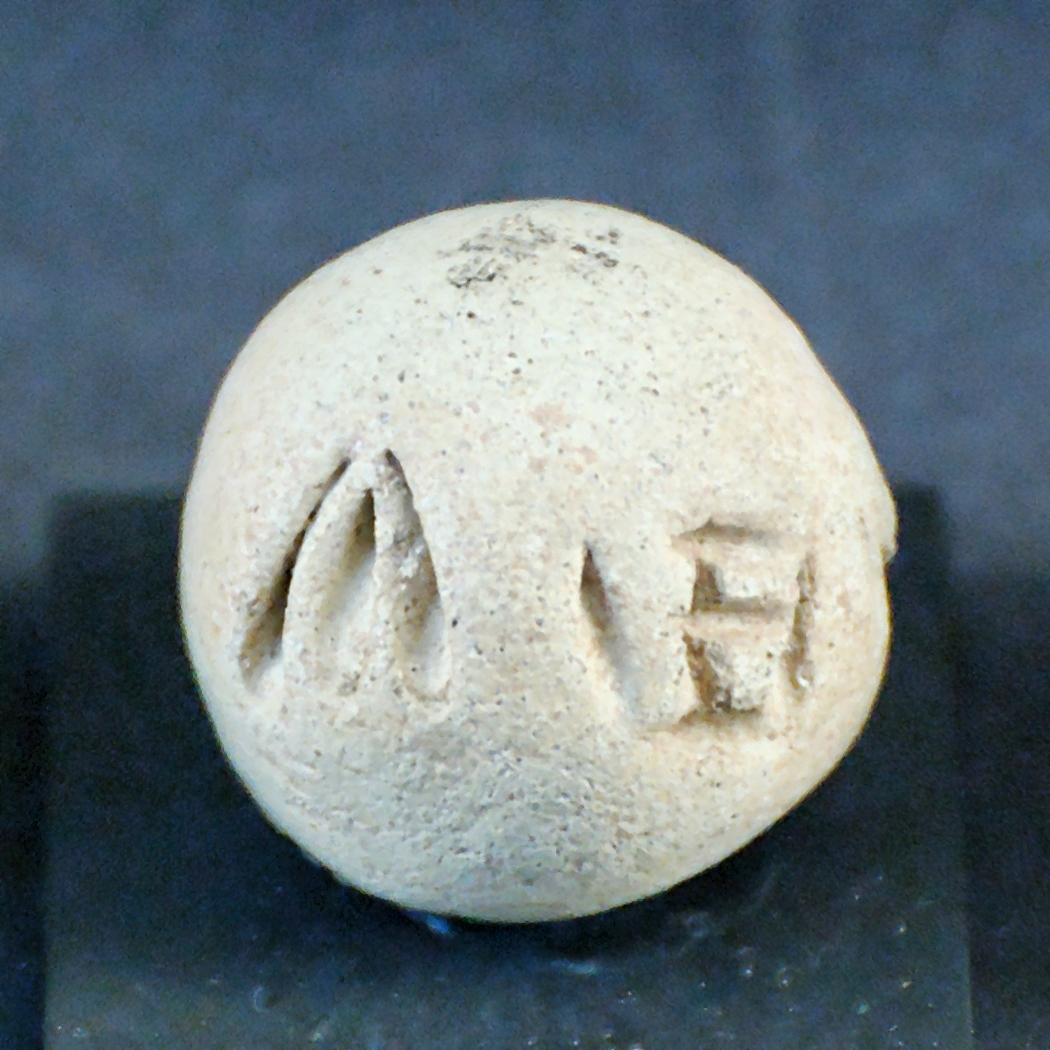
kleikogel met Cypro-minoïsch schrift, Louvre AM2226

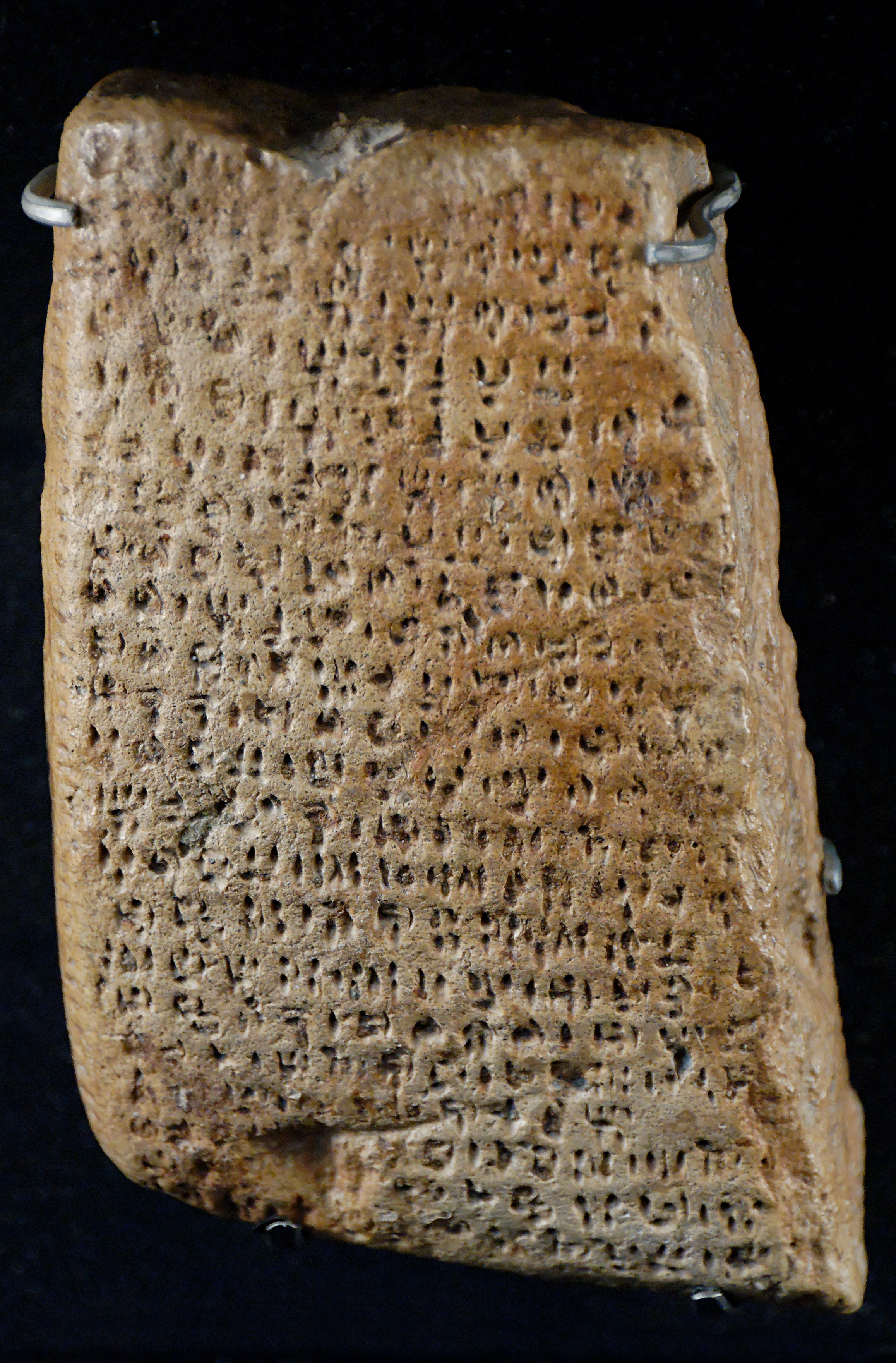
Cypro-Minoïsche tablet uit Enkomi, Louvre

In 1967 werd in Enkomi een kleine terracotta cilinder (#097 ENKO Arou 001) gevonden. Deze dateert uit de Laat-Cypriotische IIA-B periode (14e eeuw v.Chr.) en is ingeschreven in de Cypro-Minoïsche 1 (CM1) variant, soms Lineair C genoemd. De tekst is de langste CM1-tekst die buiten Syrië is gevonden. De cilinder bevat 27 tekstregels met in totaal 217 tekens. Het Cypro-Minoïsch schrift is nog niet vertaald en de onderliggende taal is nog niet met zekerheid bekend. 
Er zijn ook vier Cypro-Minoïsche kleitabletten gevonden, waarvan zich nu drie in het Cyprus Museum in Nicosia en de laatste in het Louvre bevinden. Eén tablet (#1885) werd gevonden in het noordelijke deel van de site in "kamer 103 van het gebouw van de Laat-Cypriotische I-dynastie, het zogenaamde Fort", waarvan alleen het bovenste gedeelte bewaard is gebleven. Het is geschreven in de Cypro-Minoïsche variant en dateert uit LC IB (1525-1425 v.Chr.) en bevat in totaal 23 tekens, 21 op de voorzijde en 2 op de rand. Er werden nog twee andere tabellen gevonden in een context van de Laat-Cypriotische periode III, één (#1193 in twee fragmenten) gedateerd op LC IIIB (12e eeuw v.Chr.) in het noordelijke gebied en één (#1687) gedateerd op LC IIIA (eind 13e-begin 12e eeuw v.Chr.) in het centrale gebied. Van eén, AM 2336, is de context onbekend. 
Op drie terracotta potten zijn korte Cypro-Minoïsche inscripties gevonden. Het eerste (Inv. 1904, PI. VI a) heeft vier tekens en een deel van een vijfde en dateert uit de Myceense periode III C:lb (ca. 1200 v.Chr.). De tweede (Inv. 4025, PI. VI b) bevat zes tekens in twee regels en wordt ook gedateerd op Myceens III C:lb (ca. 1200 v.Chr.). De derde (Inv 1848/12 PI. Vic) bevat een enkel karakter dat na het bakken is gegraveerd en de datering ervan is onduidelijk. Een ander voorbeeld, gevonden in een geplunderd graf tijdens de proefopgravingen in 1913, heeft 7 tekens en de datering is ook onzeker. Een enkele kleikogel (AS 2226), bewaard in het Louvre, draagt twee tekens. 